# Lloyd Bacon
Lloyd Bacon (San José, Kalifornia, 1889. december 4. – Burbank, Kalifornia, 1955. november 15.) amerikai filmrendező, színész, forgatókönyvíró. 

## Fiatalkora és családja
Frank Bacon (1864–1922) színész fia, Virgina O'Brien (1919–2001) és Mary O'Brien (1923–2007) színészek nagybátyja.

## Életpályája
Pályáját vaudeville-színészként kezdte. Sikerrel lépett fel a Broadwayn is, majd filmezni kezdett. Az 1910-es évek közepén Charlie Chaplin több darabjában játszott. 1915–1917 között több mint 40 rövidfilm színésze volt. 
1921-ben a burleszk atyja, Mack Sennett mellett dolgozott. 1922–1928 között rövidfilm-rendezőként dolgozott. 1926-ban kezdte meg önálló alkotói tevékenységét. A II. világháború alatt az Ütközet az Észak-Atlanti-óceánon (1943) címmel filmet forgatott a Szovjetunió felé tartó szövetséges hajókaravánokról. 1960-ban csillagot kapott a Hollywood Walk of Fame-en.
Sokoldalú, rutinos művész volt. Az első világsikert aratott hangos produkció, Az éneklő bolond (1928) rendezője volt. Érzelemgazdag, hatásos drámai helyzeteket kidolgozó művész volt (Öten voltak, 1944).

## Filmográfia

### Filmrendező
- Az éneklő bolond (1928)
- Moby Dick (1930)
- A család becsülete (Honor of the Family) (1931)
- 42. utca foglya (1933)
- Rivaldafény parádé (1933)
- Csodabár (Wonder Bar)(1934)
- Frisco Kid (1935)
- Káin és Mábel (1936)
- San Quentin (1937)
- Megcsúfolt nő (1937)
- Nincs többé alvilág (1938)
- Szárnyas tengerészek (1939)
- Az oklahomai kölyök (1939)
- Orchidea testvér (1940)
- Léptek a sötétben (1941)
- A sas szárnyai (Wings for the Eagle) (1942)
- Ütközet az Észak-Atlanti-óceánon (1943)
- Öten voltak (1944)
- Eddie kapitány (Captain Eddie) (1945)
- Arany lány (Golden Girl) (1951)

### Színészként
- A bankban (1915)
- A bokszbajnok (1915)
- A csavargó (1915)
- Charlie a parkban (1915)
- Charlie, a szökevény (1915)
- Egy éjszaka a varietében (1915)
- Újjászületés (1915)
- A csavargó (1916)
- Az áruházi felügyelő (1919)
- Chaplin, a tűzoltó (1916)
- Chaplin a filmstúdióban (1916)
- Chaplin korcsolyázik (1916)
- Chaplin, a rendőr (1917)